# Elisa Cosetti
Elisa Cosetti (Trieste, 24 luglio 2002) è una tuffatrice italiana, specializzata nei tuffi dalle grandi altezze.
È la prima tuffatrice italiana a competere a livello internazionale nella divisione femminile.

## Biografia
Fin da piccola ha praticato attività sportiva: prima pallavolo, poi pallacanestro e successivamente tuffi.
Solamente dal 2020 ha iniziato a far parte del progetto Scuola Nazionale Grandi Altezze avviato dalla FIN, dove viene allenata dal tecnico federale Nicole Belsasso, moglie del tuffatore Alessandro De Rose.
È la prima tuffatrice italiana a competere nella divisione femminile della Red Bull Cliff Diving World Series, debuttando nel finale di stagione del 2021 nella tappa di Polignano a Mare.
Nel dicembre 2021 ha preso parte alla Coppa del Mondo FINA di Abu Dhabi 2021, ottenendo il 16º posto e la qualificazione per i Campionati Mondiali di Fukuoka 2023.
Agli europei di Roma 2022 vinse la medaglia di bronzo, preceduta sul podio dalla tedesca Iris Schmidbauer e dall'ucraina Antonina Vyshyvanova.
Nel 2022 e nel 2023 partecipa a diverse tappe del circuito Red Bull Cliff Diving World Series, ottenedo il 6º posto alla tappa americana di Boston 2023, miglior risultato personale.
Nel maggio 2023 vola prima in America, a Fort Lauderdale per la Coppa del Mondo, ottenendo il 12º posto e la conferma della qualificazione per i Campionati Mondiali di Fukuoka 2023, dove si è classificata 9ª, prima tra le europee.
A febbraio 2024, migliora il proprio ranking a livello mondiale posizionandosi 8º ai Mondiali di Nuoto di Doha, in Qatar.

## Palmarès
- Europei

Roma 2022: bronzo nelle grandi altezze;